# ディン・ドン
「ディン・ドン」（原題：Ding Dong, Ding Dong）は、1974年12月6日に発売されたジョージ・ハリスンのシングルである。日本では、1975年1月20日にリリースされた。

## 概要
イギリスでは、アルバム『ダーク・ホース』からの1枚目のシングルとしてカットされ、全英38位に達した。アメリカでは、『ダーク・ホース』収録曲「ハリズ・オン・トゥアー」をB面に収録して、アルバムからの2枚目のシングルとしてカットされ、『ビルボード』誌では最高位36位、『キャッシュボックス』誌でも最高位36位だった。日本盤は、イギリス盤と同じく「アイ・ドント・ケア・エニーモア」がB面だが、ジャケットはアメリカ・ツアーのステージを撮影したものに変更されている。
イントロでは、「ウェストミンスターの鐘」（ビッグ・ベン等で知られる旋律）がスライド・ギターで演奏されている。歌詞の一部は、ジョージが住んでいた邸宅にある園芸小屋に彫られた言葉を元にしており、その邸宅を建てた大富豪サー・フランク・クリスプの名前も、"Spirit"としてクレジットされている。
プロモーション・ビデオも作られているが、その中でジョージがビートルズ時代の自分の衣装を着ているシーンがある（マッシュルーム・カットのウィッグ&襟なしスーツ着用のシーンとミリタリールック着用のシーン）。

## 収録曲
- ディン・ドン - Ding Dong, Ding Dong
- ハリズ・オン・トゥアー - Hari's On Tour (米)
- アイ・ドント・ケア・エニーモア - I Don't Care Anymore (英・日)

## 参加ミュージシャン
- ジョージ・ハリスン - ボーカル、ギター
- ミック・ジョーンズ - ギター
- アルヴィン・リー - ギター
- ロン・ウッド - ギター
- ゲイリー・ライト - ピアノ
- クラウス・フォアマン - ベース
- リンゴ・スター - ドラムス
- ジム・ケルトナー - ドラムス
- トム・スコット - ホーン